# Simeon Solomon
Simeon Solomon (Londra, 9 ottobre 1840 – St. Giles's Workhouse, 14 agosto 1905) è stato un pittore inglese, aderente al movimento preraffaellita.

## Biografia
Simeon era nato in una influente famiglia ebraica; era l'ottavo ed ultimo figlio del mercante Meyer Solomon e dell'artista Kathe Levey. Simeon ebbe per fratelli maggiori i pittori Abraham Solomon (1824-1862) e Rebecca Solomon (1832-1886).
Nato ed educato a Londra, Solomon iniziò a ricevere lezioni di pittura dal suo fratello maggiore attorno al 1850. Nel 1852 iniziò a frequentare la Carey's Art Academy. La sorella pittrice iniziò ad esporre i suoi lavori alla Royal Academy of Arts nello stesso anno.
Nel 1857, in quanto studente alle Royal Academy Schools, Simeon venne presentato tramite Dante Gabriel Rossetti ad altri membri del circolo preraffaellita, tra cui il poeta Algernon Swinburne e il pittore Edward Burne-Jones. La sua prima mostra si tenne alla Royal Academy nel 1858. Solomon continuò a tenere mostre dei suoi lavori alla Royal Academy tra il 1858 e il 1872. Oltre ai dipinti con soggetti letterari favoriti dalla scuola preraffaellita, i soggetti di Solomon includevano spesso scene dalla Bibbia ebraica e dipinti di genere, ritraenti la vita e i rituali ebraici.

## La condanna e la fine della sua carriera

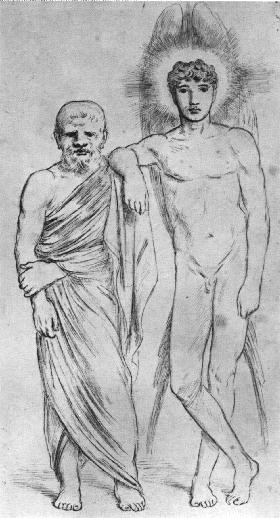
Simeon Solomon, Socrate e Agatodemo.

Nel 1873 la sua carriera venne interrotta, quando venne arrestato in un bagno pubblico di Londra e accusato di atti osceni omosessuali e tentata sodomia. Venne condannato a scontare diciotto mesi di lavori forzati in prigione, ma la pena venne in seguito ridotta a libertà vigilata. Solomon scappò in Francia, venne comunque nuovamente arrestato nel 1874, venendo in tale occasione condannato a tre mesi di carcere.
Nel 1885 venne ammesso in una workhouse (una casa per i poveri, dove chi ne era in grado doveva lavorare), dove continuò a produrre opere. Comunque la sua vita e il suo talento erano ormai rovinati dall'ostracismo sociale, per cui Solomon cadde preda dell'alcolismo, che contribuì a peggiorare ulteriormente la situazione.
Vent'anni dopo, nel 1905, morì a causa delle complicazioni dovute all'alcolismo. Venne sepolto nel cimitero ebraico di Willesden.
Esempi delle sue opere sono in mostra permanente al Victoria and Albert Museum e alla Leighton House.
Un'importante esposizione, Love Revealed: Simeon Solomon & the Pre-Raphaelites, stata tenuta al Birmingham Museum & Art Gallery fino al 15 gennaio 2006.
Dal punto di vista critico, il Solomon, dopo l'iniziale apprezzamento di eminenti critici ed esteti quali Walter Pater ed Oscar Wilde, subì un lento processo che portò quasi a dimenticare la sua figura. Tra i critici moderni che si sono dedicati a questo artista bisogna ricordare Mario Praz, Philippe Jullian e più recentemente Daniele Radini Tedeschi che in un saggio così definì l'arte del Solomon: «Il suo stile, più malato e simbolista di quello dei colleghi preraffaelliti, riluce dei più smaltati cromatismi; la spuma della biacca si scioglie sull'ambra rugiadosa, la tavolozza dimentica i pigmenti e accoglie gli unguenti.» (in "Simeon Solomon e i clienti dell abisso" pubblicato su L'Aperitivo Illustrato 2009, pp. 12–13).

## Galleria d'immagini

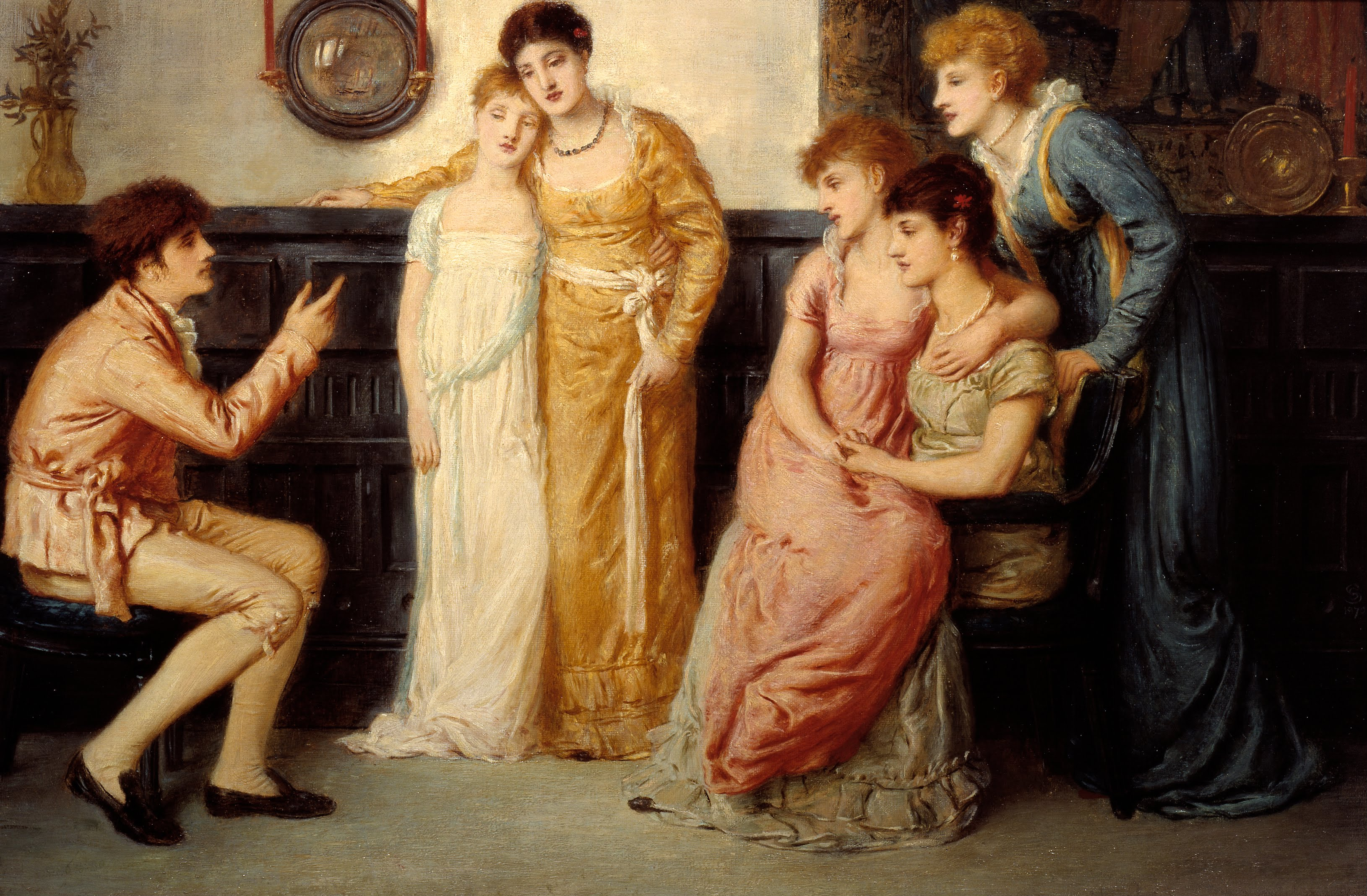
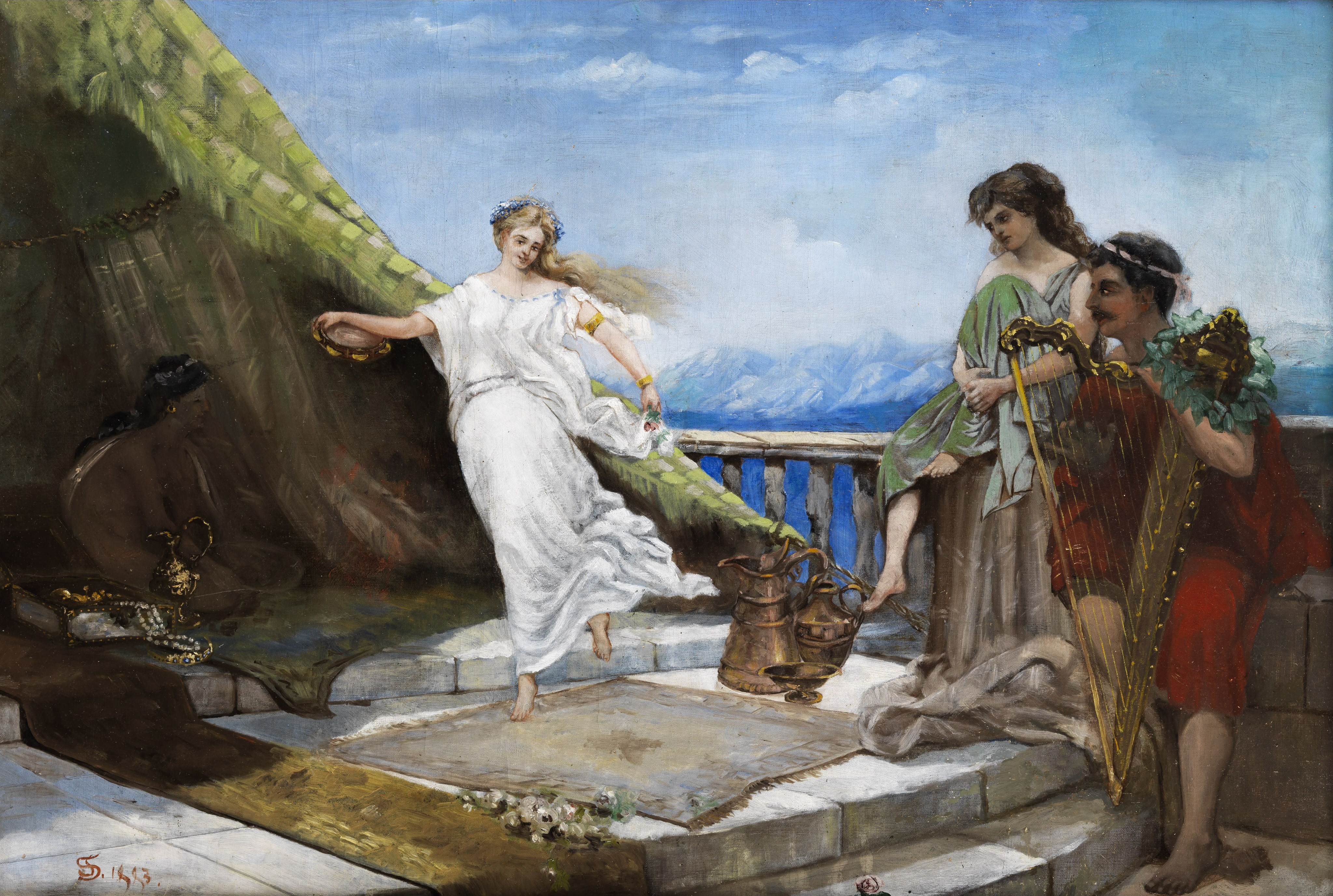
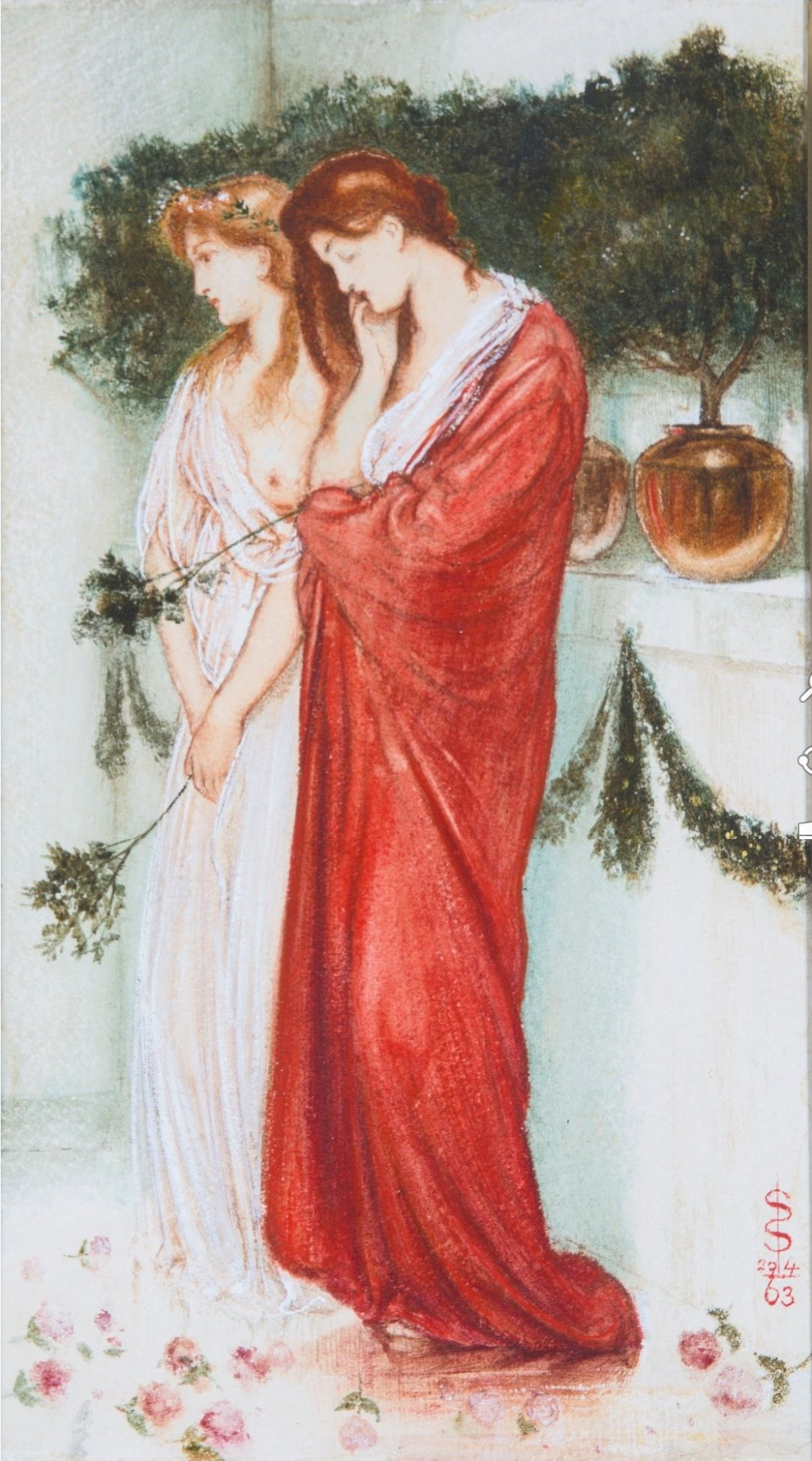
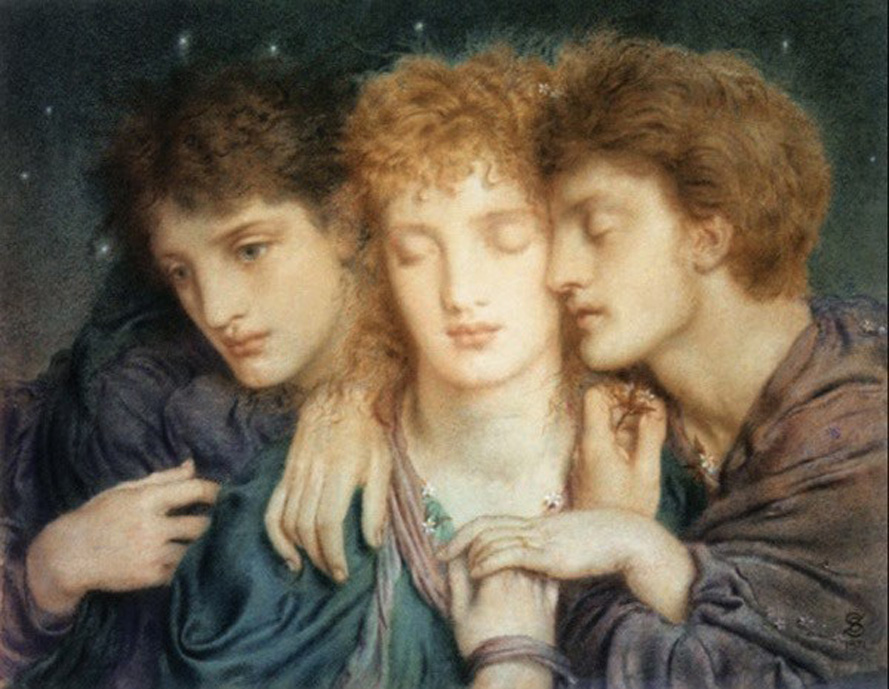
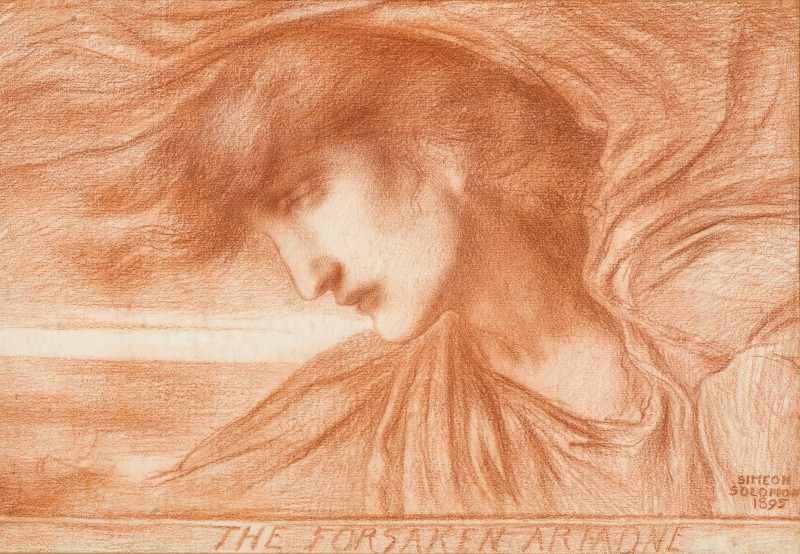
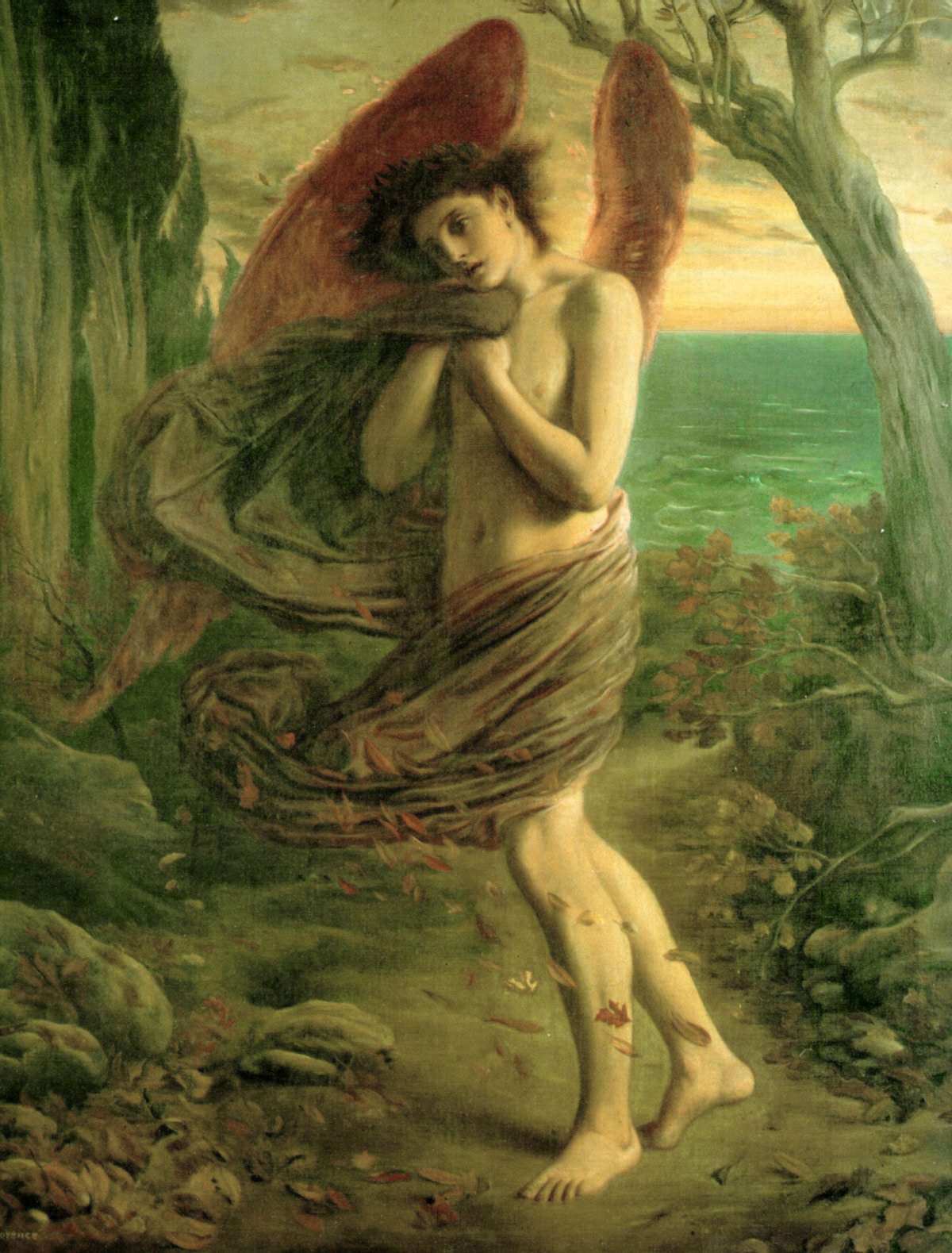